# Aleksandr Burmistrow
Aleksandr Olegowicz Burmistrow (ros. Александр Олегович Бурмистров; ur. 21 października 1991 w Kazaniu) – rosyjski hokeista, reprezentant Rosji.

## Kariera klubowa
- Ak Bars 2 Kazań (2006–2009)
- Ak Bars Kazań (2009)
- Barrie Colts (2009–2010)
- Atlanta Thrashers (2010–2011)
- Winnipeg Jets (2011–2013)
  -  St. John’s IceCaps (2012–2013)
- Ak Bars Kazań (2013-2015)
- Winnipeg Jets (2015-2016)
- Arizona Coyotes (2017)
- Vancouver Canucks (2017)
- Ak Bars Kazań (2017-2018)
- Saławat Jułajew Ufa (2018-2020)
- Ak Bars Kazań (2020-2022)
- Mietałłurg Magnitogorsk (2022-)

Wychowanek szkoły UDO SDJuSSz przy klubie Ak Bars Kazań. Występował w drużynie rezerwowej klubu, zaś w pierwszym zespole rozegrał jeden mecz. W 2009 roku wyjechał do Kanady i występował w drużynie Barrie Colts w juniorskich rozgrywkach OHL. Z zespołem zdobył trofea klubowe. W drafcie NHL z 2010 został wybrany przez Atlanta Thrashers. W październiku 2010 roku został zawodnikiem tego klubu, zadebiutował w lidze NHL i rozegrał sezon NHL (2010/2011). Następnie podpisał kontrakt z Winnipeg Jets, w barwach którego rozegrał sezon NHL (2011/2012). Później wskutek ogłoszonego lokautu w NHL od początku sezonu 2012/2013 nadal występował w klubie z St. John’s IceCaps w lidze AHL. Po wznowieniu rozgrywek NHL (2012/2013) od stycznia 2013 roku grał ponownie w NHL. Po sezonie powrócił do Kazania i w lipcu 2013 został zawodnikiem Ak Barsu. Od lipca 2015 ponownie zawodnik Winnipeg Jets. Od stycznia 2016 do połowy 2017 zawodnik Arizona Coyotes. Od lipca 2017 zawodnik Vancouver Canucks. Od końca grudnia 2017 ponownie zawodnik Ak Barsu. Na początku grudnia 2018 przeszedł z Kazania do Ufy na zasadzie szerszej wymiany pomiędzy klubami. Od maja 2020 ponownie zawodnik Ak Barsu Kazań. Pod koniec grudnia 2022 przeszedł do Mietałłurga Magnitogorsk.

## Kariera reprezentacyjna
Występował w kadrze Rosji do lat 17 (MŚ 2008), do lat 18 (MŚ 2009), do lat 20 (MŚ 2010). Od 2010 roku grywa w seniorskiej reprezentacji (w turniejach Euro Hockey Tour). Uczestniczył w turnieju mistrzostw świata w 2014, 2016.

## Sukcesy

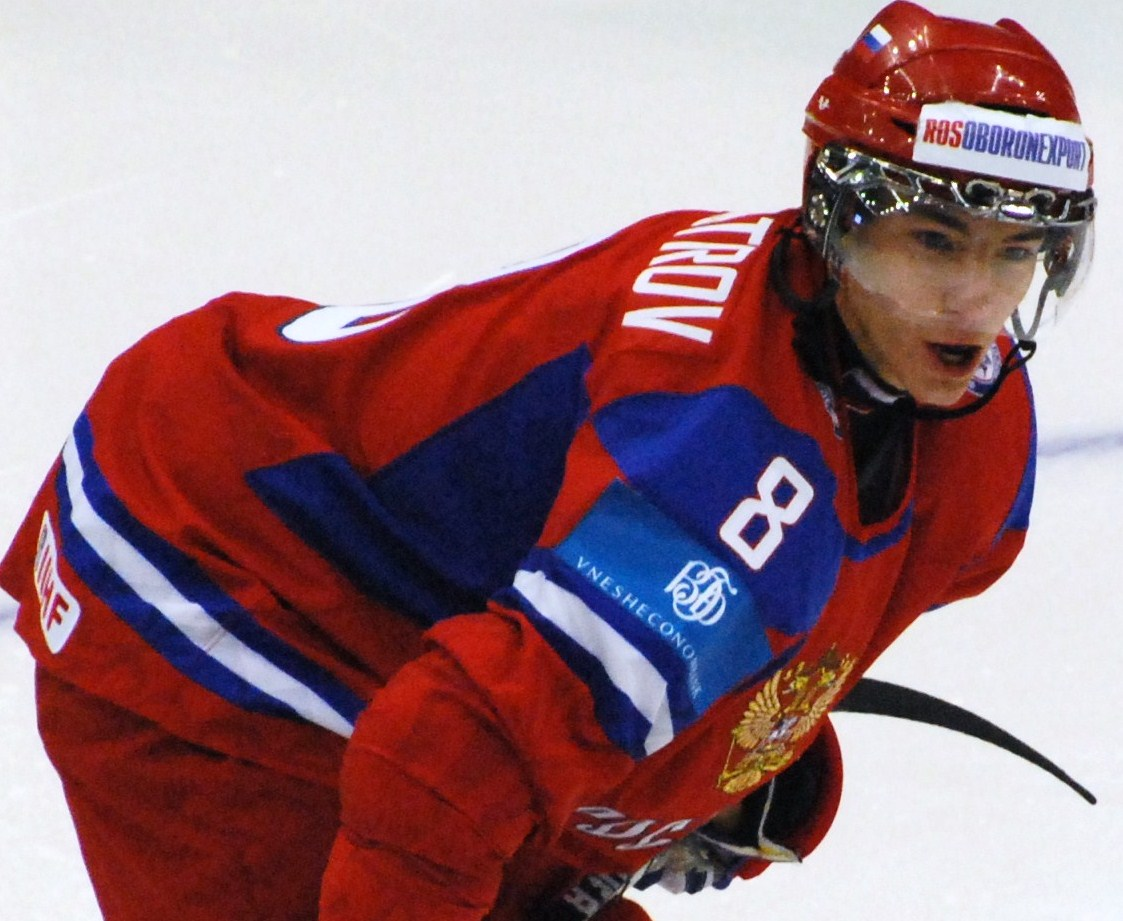
Aleksandr Burmistrow w barwach Rosji na MŚ do lat 18 w 2009

Reprezentacyjne
- Srebrny medal mistrzostw świata juniorów do lat 18: 2009
- Złoty medal mistrzostw świata: 2014
- Brązowy medal mistrzostw świata: 2016

Klubowe
- Bobby Orr Trophy: 2010 z Barrie Colts
- Emms Trophy: 2010 z Barrie Colts
- Hamilton Spectator Trophy: 2010 z Barrie Colts
- Srebrny medal mistrzostw Rosji: 2015 z Ak Barsem Kazań
- Finał KHL o Puchar Gagarina: 2015 z Ak Barsem Kazań
- Puchar Gagarina – mistrzostwo KHL: 2018 z Ak Barsem Kazań
- Złoty medal mistrzostw Rosji: 2018 z Ak Barsem Kazań
- Brązowy medal mistrzostw Rosji: 2021 z Ak Barsem Kazań

Indywidualne
- CHL (2009/2010): CHL Top Prospects Game

Wyróżnienie
- Zasłużony Mistrz Sportu Rosji w hokeju na lodzie (2014)

Odznaczenie
- Order Honoru (2014)[16]